# Andor Mészáros
Andor Mészáros (* 1. September 1900 in Budapest, Ungarn; † 1. Mai 1972 in South Melbourne, City of Port Phillip, Australien) war ein ungarisch-australischer Architekt, Bildhauer und Medailleur.

## Leben und Wirken
Andor Mészáros war der Sohn des Rechtsanwaltes Alexander Mészáros und dessen Frau, der Bildhauerin Bertha geb. Grünsberg. Er besuchte das Gymnasium in Budapest und diente 1918 in der ungarischen Kavallerie, kam aber durch das Ende des Ersten Weltkriegs nicht zum Einsatz. Von 1919 bis 1924 studierte er Maschinenbau an der Technischen Hochschule Wien, 1924 bis 1925 Bildhauerei an der Académie Julian in Paris – unter anderem bei Henri Bouchard, Paul Landowski und im Atelier von József Csáky – und anschließend bis 1927 Architektur an der Technischen Universität Budapest. Nachdem er zwei Jahre bei den Architekten Móric Pogány als Bauzeichner und József Vágó als Bauingenieur ausgebildet wurde, erhielt er eine Zulassung von der ungarischen Architektenkammer (Magyar Építész Kamara) und begann, als Architekt zu arbeiten. Er arbeitete eng mit dem Bildhauer und Medailleur Eduard „Ede“ Telcs zusammen, für dessen Brunnen er mehrere Architekturentwürfe erarbeitete. 1932 eröffnete er ein eigenes Büro.

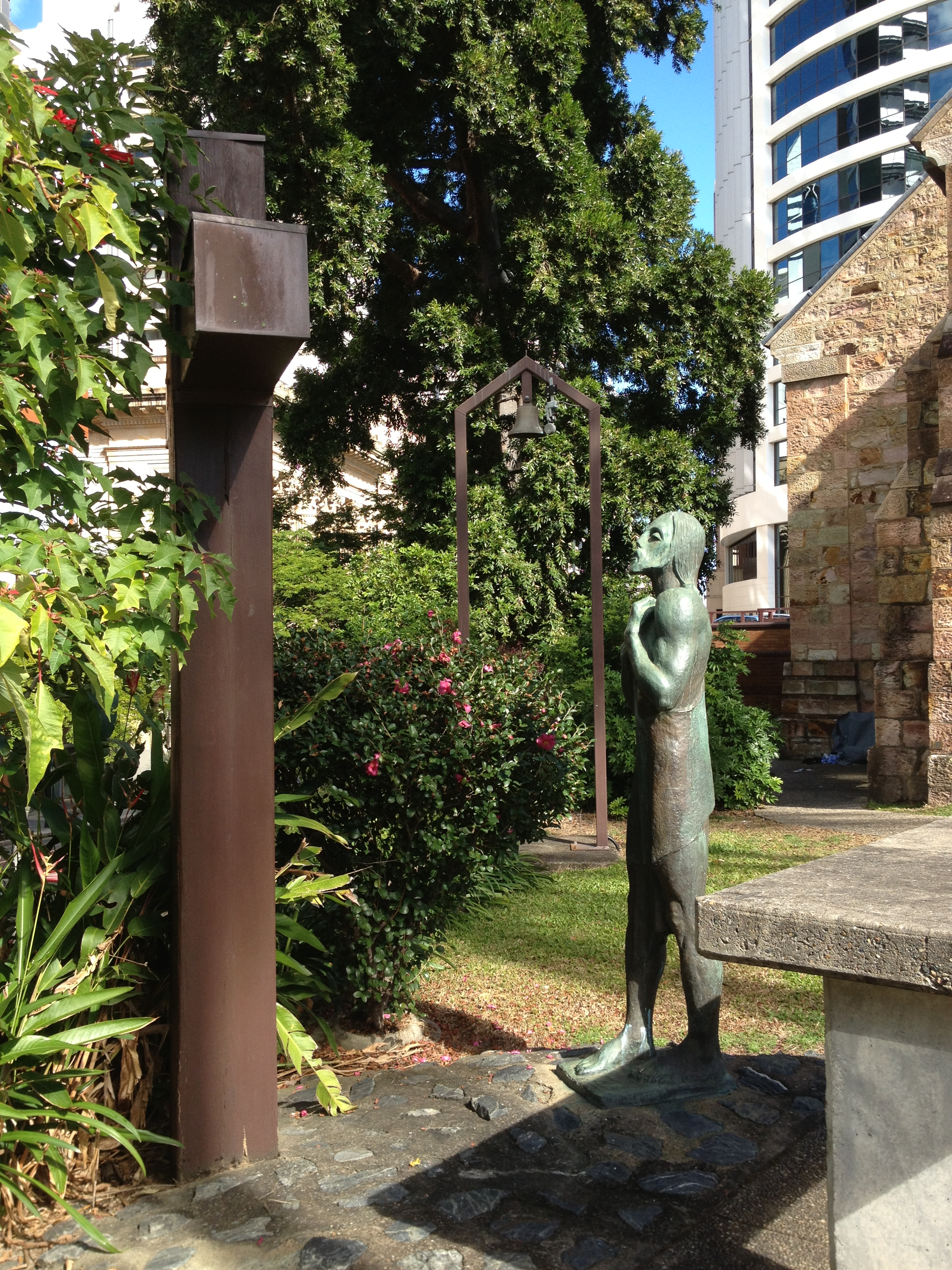
Christ Accepts His Cross, All Saints Anglican Church in Brisbane

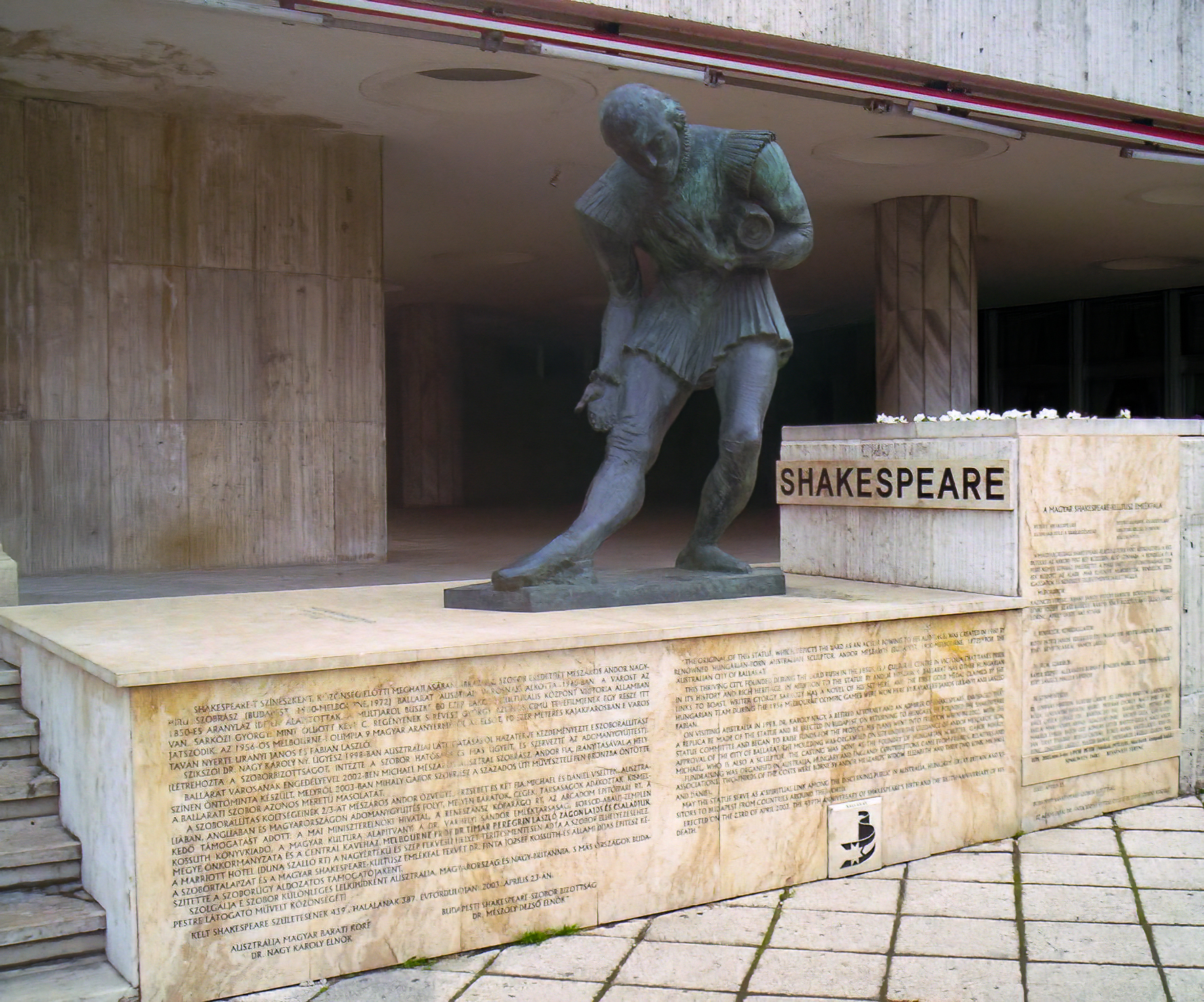
Nachgegossene Kopie der Shakespeare-Statue in Budapest

Andor Mészáros heiratete am 1. Dezember 1932 in Budapest Erzsébet Back (auch Elizabeth Bakk), 1935 wurde ihr erster Sohn Daniel geboren. 1939 wanderte er wegen des bevorstehenden Krieges nach Australien aus und kam am 21. Juni 1939 in Melbourne an. Er wurde als Enemy Alien betrachtet und arbeitete ein Jahr in den Architekturbüros J. V. T. Ward und Marsh & Michaelson. 1940 folgte ihm seine Frau mit ihrem Sohn nach Melbourne. Andor Mészáros konnte durch die Unterstützung von Freunden wie dem Zoologen Wilfred Eade Agar und dem Mediziner Herbert Schlink künstlerisch tätig werden. Zu seinen ersten Arbeiten gehören die drei Steinfiguren Maternity (1944), The Surgeon (1945) und King George V. (1946), die er für das Royal Prince Alfred Hospital in Sydney anfertigte. 1945 illustrierte er das Buch I Hear the Tramp of Millions von Frederick Oswald Barnett. 1949 arbeitete er einige Monate in England am Altarbild für die St. Anselm-Kapelle der Kathedrale von Canterbury und vervollständigte die Medaillons der Canterbury Series mit vierzehn Stationen des Kreuzweges.
Ab den 1950er Jahren fertigte er in Australien mehrere größere Auftragswerke an, so 1954 The Resurrection, eine Sandsteinfigur als Altarretabel für die Kapelle der Sydney Church of England Grammar School (Shore School), 1955 ein Triumphkreuz für die St Peter’s Cathedral in Adelaide,
1960 eine Shakespeare-Statue für die Stadt Ballarat, 1962 die Bronzefigur Christ Accepts His Cross für die All Saints Anglican Church in Brisbane und 1964 eine Figurengruppe für den Supreme Court in Darwin, die zu einigen Kontroversen führte.
In Zeiten zwischen seinen Bildhaueraufträgen gestaltete er insgesamt über 1000 Medaillen, so 1947 eine Ehrenmedaille für die Victorian Artists Society, 1956 für die Olympischen Spiele, 1967 den Pattern Swan Dollar („Goose Dollar“) und 1968 The Vietnam Medal für australische und neuseeländische Soldaten im Vietnamkrieg. Er gestaltete die 1965 erstmals vergebene ANZAAS Medal der Australian and New Zealand Association for the Advancement of Science. Porträtmedaillen fertigte er unter anderem von David Rivett, Chemiker und Wissenschaftsmanager (um 1966), von Howard Florey, Pathologe (1963) und von Robert Menzies, Politiker (1969). Im Jahr 1951 erhielt er den Hauptpreis der Internationalen Medaillon-Ausstellung in Madrid und 1964 einen Purchase Prize beim Internationalen Medaillon-Wettbewerb in Arezzo, Italien. Er war Mitglied der International Federation of Medallists und der Amici Della Medaglia in Italien.
Andor Mészáros war 1954 bis 1955 und 1962 bis 1963 Präsident der Victorian Sculptors’ Society und von 1967 bis 1969 der erste Präsident der daraus hervorgegangenen Association of Sculptors of Victoria. Diese vergibt alle zwei Jahre einen Andor Meszaros Prize.
Ab 1970 arbeitete er mit seinem jüngeren Sohn Michael Meszaros (* 1945) zusammen. Sein älterer Sohn Daniel war als Architekt tätig, dessen Tochter Anna Meszaros (* 1972) ist Bildhauerin.
Andor Mészáros verstarb am 1. Mai 1972 in South Melbourne und wurde eingeäschert. Ein 1961 von L. Scott Pendlebury gemaltes Porträt von Andor Mészáros ist im Besitz der Familie.